# 1311
Évszázadok: 13. század – 14. század – 15. század
Évtizedek: 1260-as évek – 1270-es évek – 1280-as évek – 1290-es évek – 1300-as évek – 1310-es évek – 1320-as évek – 1330-as évek – 1340-es évek – 1350-es évek – 1360-as évek
Évek: 1306 – 1307 – 1308 – 1309 –  1310 – 1311 – 1312 – 1313 – 1314 – 1315 – 1316

## Események

### Határozott dátumú események
- január 6. – VII. Henriket Itália királyává koronázzák.
- február 7. – VII. Henrik német-római császár tizenöt esztendős fiát, Jánost Csehország királyává koronázzák.[1][2]
- április 29. – Az 1308-ban letartóztatott londoni templomosok – az inkvizíció előtt – előadják védőbeszédüket.[3]
- június 15. – III. Ottó Alsó-Bajorország hercege az Ottó-féle kötelezvény kiadásával kiszélesíti a bajor nemesség jogait.
- július 6. – Gentile pápai legátus kiközösíti Csák Mátét,[4] mivel nem adta vissza a kezébe került egyházi birtokokat.
- augusztus 22. – Marino Zorzi velencei dózse megválasztása.[5]
- szeptember 29. – Görz–Tiroli Erzsébet német királyné, a meggyilkolt Habsburg Albert király özvegye Bécsben, fiaival közösen állítja ki a Königsfelden kolostor alapítólevelét. (A király emlékére építtetett kolostor arra volt hivatott, hogy a király lelki üdvéért imádkozzanak benne.)[6]
- október 7. – Ákos nembeli István kerül a veszprémi püspöki székbe.[7]

### Határozatlan dátumú események
- július – A Londonban összeülő püspöki tanács a templomos rend feloszlatása mellett dönt, és feloldozzák azokat a templomosokat, akik megtagadják az eretnekséget.[3]
- az év folyamán – 
  - Károly Róbert hadjárata Csák Máté ellen eredménytelenül végződik.[8]
  - Zára fellázad Velence ellen, és a magyar királytól kér védelmet.[9]
- szeptember eleje – Kassa lakosai rátámadnak a városukban időző Aba nembéli Dávid fia Amadéra, s az összecsapás során megölik az oligarchát, kíséretének több tagját pedig foglyul ejtik.[10]

## Születések
- XI. Alfonz kasztíliai király († 1350)
- II. Margit hainaut-i grófnő, IV. Lajos német-római császár felesége

## Halálozások
- március 15. – V. Walter, Athén hercege
- július 11./október – Rád nembeli Benedek veszprémi püspök, királynéi kancellár